# Meter-Bus
M-Bus (Meter-Bus) — європейські стандарти на інтерфейс віддаленого зчитування показників газових та електричних лічильників.
M-Bus також може використовуватися для інших пристроїв обліку. Інтерфейс використовує для обміну двопровідну лінію, що робить його економічно ефективним. Фізичний та канальний рівні описує стандарт EN 13757-2, прикладний рівень — EN 13757-3. Бездротовий варіант M-Bus (англ. Wireless M-Bus) описано у стандарті EN 13757-4.
M-Bus було розроблено для задоволення потреби у системі для створення мереж дистанційного зчитування лічильників, наприклад, лічильників споживання газу або води у побуті. Ця шина задовольняє вимоги до систем як з дистанційним живленням через шину так і з живленням пристроїв від батарей. При опитуванні лічильник передає накопичену інформацію головний пристрій, наприклад, мобільний комп'ютер, який періодично підключається до шини для зчитування всіх лічильників у будівлі. Альтернативним методом централізованого збору даних було б підключення через модем.
Шина M-Bus також може використовуватися в системах сигналізації, гнучкої ілюмінації, керування опаленням та подібних.

## Співвідношення з моделлю OSI
Шину M-Bus було розроблено в Падерборнському університеті в кооперації з Texas Instruments Deutschland GmbH та Techem GmbH. Концепція має в основі еталонну модель OSI з метою створити відкриту систему, яка дозволяє використовувати майже довільний бажаний протокол.
Оскільки M-Bus не є комп'ютерною мережею і не потребує, серед іншого, транспортного та сеансового рівнів, рівні з четвертого по шостий еталонної моделі OSI порожні. Таким чином, надаються лише фізичний, канальний та прикладний рівні.
| Модель OSI     | Модель OSI    | Модель OSI       | Модель OSI               |
|                | Елемент даних | Рівень           | Стандарт                 |
| -------------- | ------------- | ---------------- | ------------------------ |
| Рівні пристрою | Дані          | 7. Прикладний    | EN 1434-3 ДСТУ EN 1434-3 |
| Рівні пристрою | Дані          | 6. Представлення | Відсутній                |
| Рівні пристрою | Дані          | 5. Сеансовий     | Відсутній                |
| Рівні пристрою | Блок          | 4. Транспортний  | Відсутній                |
| Рівні носія    | Пакет         | 3. Мережевий     | Опціонально              |
| Рівні носія    | Фрейм         | 2. Канальний     | IEC 60870                |
| Рівні носія    | Біт           | 1. Фізичний      | M-Bus                    |